# Canterbury Rams
I Canterbury Rams sono una società cestistica avente sede a Christchurch, in Nuova Zelanda. Fondati nel 1982 come Canterbury Rams, nel 2009 assunsero la Christchurch Cougars, per poi tornare "Rams" nel 2014. Tra il 2011 e il 2012 a causa del terremoto di Christchurch del 2011 hanno dovuto sospendere l'attività sportiva.
Giocano nella National Basketball League.
Disputano le partite interne nel Cowles Stadium, che ha una capacità di 2.000 spettatori.

## Palmarès
- National Basketball League: 4

1986, 1988, 1989, 1992